# Мими Лабонк
Мими Лабонк е измислена героиня в популярната комедийна поредица на Би Би Си „Ало, ало!“ (1982-1992). Ролята е изиграна от актрисата Сю Ходж. Стартира участието си от 4-тия сезон на комедията. В българския дублаж се озвучава от Венета Зюмбюлева.

## Описание на героя

### Роля
Мими Лабонк е малко русо и атлетично момиче, силно мразещо германците. Преди да стане сервитьорка в ресторанта на Рене Артоа е водач на банда в Париж. Рене, нейният работодател, възразява често на ентусиазма и да убива германци на територията на ресторанта: „Ако ги убиеш тук, хората ще си помислят, че храната в ресторанта ги е убила“. Освен да убива тя е добра и в танцуването и пеенето, нещо което ще провокирв съпругата на Рене Едит Мелба Артоа по-нататък.
Представянето и в повечето от епизодите на шоуто е на сериозно/твърдо и рядко усмихнато момиче. След изминаване на време обаче тя започва да се адаптира към работата си и става по-мек и сговорчив човек.

### Личен живот
Също като Ивет, Мими е влюбена в собственика Артоа, за който смята да се ожени след войната. Това разбира се, по един или друг начин, е невъзможно, тъй като Рене завещал всичко на жена си преди да бъде наужким екзекутиран и de facto да изгуби ресторанта и всичко в него.
Години след Втората световна война Мими продължава да работи като сервитьорка в ресторанта.